# Asätarna i Kungsträdgården
Asätarna i Kungsträdgården är en kriminalroman av Magnus Jonsson utgiven 2017. Boken handlar om protagonisten Linn Ståhl. Det är andra boken i Hatet-trilogin och uppföljaren till Mannen som lekte med dockor.